# Pontoporie
Dans la mythologie grecque, Pontoporie (en grec ancien Ποντοπόρεια / Pontopóreia) est une Néréide, fille de Nérée et de Doris, citée par Hésiode dans sa liste de Néréides. 

## Fonctions
Pontoporie est la Néréide de la traversée de la mer,.

## Famille
Ses parents sont le dieu marin primitif Nérée, surnommé le vieillard de la mer, et l'océanide Doris. Elle est l'une de leur multiples filles, les Néréides, généralement au nombre de cinquante, et a un unique frère, Néritès. Pontos (le Flot) et Gaïa (la Terre) sont ses grands-parents paternels, Océan et Téthys ses grands-parents maternels.

## Évocation moderne

### Zoologie
Le genre de crustacés des Pontoporeia tient son nom de la Néréide, de même que le genre de papillons des Pontoporia.